# Парадокс Кловерфилда
«Парадокс Кловерфилда» (англ. The Cloverfield Paradox) — американский фантастический фильм ужасов режиссёра Джулиуса Она. Это третий фильм франшизы «Cloverfield», в которую также входят фильмы «Монстро» и «Кловерфилд, 10». Сюжет рассказывает о международной группе космонавтов, которые, запустив ускоритель частиц для решения энергетического кризиса на Земле, должны найти способ вернуться домой, когда Земля, как им кажется, исчезает.
Премьера фильма неоднократно переносилась, а название фильма несколько раз менялось — первым утверждённым названием стала «Частица Бога» (англ. God Particle), затем название фильма было вновь изменено на «Станция Кловерфилд» (англ. The Cloverfield Station).
Первый трейлер вышел 4 февраля 2018 года, под обновлённым названием, и в тот же день фильм был показан на сервисе Netflix.

## Сюжет
В ближайшем будущем (2028 год) Земля страдает от глобального энергетического кризиса. Мировые космические агентства запускают станцию "Кловерфилд", чтобы усовершенствовать и запустить там ускоритель частиц Шепарда, слишком опасный для испытаний на Земле. В случае успеха станция обеспечит неограниченный запас энергии для всей планеты. При этом некоторые эксперты считают, что запуск может создать «Парадокс Кловерфилда» и открыть порталы для других измерений, из-за чего демоны и монстры попадут на Землю.
В состав экипажа входит Ава Хэмилтон, которая незадолго до описываемых событий потеряла двоих маленьких детей при пожаре. Её муж Майкл предлагает ей согласиться участвовать в миссии, потому что это даёт шанс на выживание на Земле. Первые испытания на «Кловерфилде» не приносят успеха, и два года экипаж проводит на станции, продолжая эксперименты. Наконец, запуск проходит успешно и огромная масса энергии поступает из ускорителя, но при этом происходит перегрузка и частичное нарушение функций корабля. Принявшись за ремонт, экипаж обнаруживает множество странностей: связи с Землёй нет, Земля также исчезла из зоны видимости, пропал гирокомпас, так что определить координаты корабля невозможно. В стене корабля, зажатую между проводами, экипаж находит раненую женщину Мину, которая утверждает, что она является членом экипажа, однако в её экипаже не было китаянки Тэм. Волков начинает странно себя вести, а затем умирает в конвульсиях, исторгая из себя исчезнувших до этого из аквариума лабораторных червей. Наконец, стеной отрывает руку Манди, причём рука двигается самостоятельно и пишет ручкой послание остальным: вскрыть Волкова. Внутри Волкова обнаруживают гирокомпас, с помощью которого определяют координаты: корабль оказывается в другой части Солнечной системы, а новости с Земли неутешительные: там уже 14 месяцев идёт война, а станция «Кловерфилд» считается погибшей и упавшей в океан.
Параллельно на Земле, с которой исходно улетел «Кловерфилд», происходят катастрофические события: нечто несёт разрушения и гибель тысячам людей. Майкл, по профессии врач, по дороге в свой госпиталь спасает одну оставшуюся девочку, уводя её в убежище. По дороге он видит в дыму огромную тень монстра.
Тем временем экипаж «Кловерфилда» понимает, что из-за запуска ускорителя действительно произошло наложение двух измерений, и сейчас они в альтернативной реальности, к которой принадлежит Мина. Они могут остаться в этом мире, при помощи ускорителя помогая людям закончить войну и избежать энергетического кризиса (в этом мире станция «Кловерфилд» упала в океан), или же они могут снова запустить ускоритель, действие которого вернёт их в их мир. Экипаж принимает второе решение, но из-за постепенного разрушения корабля Тэм, Манди и Кил гибнут.
Мина, желая оставить работающую станцию взамен той, что в их мире упала в океан, и тем самым спасти Землю своего измерения, принимает решение захватить станцию, убивая Монка и тяжело раня Шмидта. Ава, борясь с желанием остаться в этом мире (где её дети живы), всё-таки решает вернуться в свой мир и одолевает Мину, вылетающую из разбитого ею иллюминатора в космос. Вдвоём со Шмидтом Ава запускает ускоритель и возвращается в своё измерение. Они выходят на связь с Землёй и летят вниз в капсуле, ещё не зная, что там появился страшный монстр. В последнем кадре фильма показана голова огромного монстра, которая с рёвом поднимается над облаками.

## В ролях
- Гугу Мбата-Роу — Ава Хэмилтон[5]
- Дэвид Ойелоуо — Кил[5]
- Даниэль Брюль — Шмидт[6]
- Джон Ортис — Монк Акоста[7]
- Крис О’Дауд — Манди[8]
- Чжан Цзыи — Тэм[8]
- Элизабет Дебики — Мина Дженсен[9]
- Аксель Хенни — Волков[7]

## Производство
Фильм был впервые анонсирован в 2012 году под названием «Частица Бога». Позже появились намёки на то, что фильм будет связан с фильмом «Кловерфилд, 10».
В марте 2016 года Гугу Мбата-Роу и Дэвид Ойелоуо присоединились к актёрскому составу. В апреле стало известно, что Джон Красински ведет переговоры для съёмок в фильме в роли одного из астронавтов, но из-за загруженности в телесериалах не смог присутствовать на съёмках. В мае к актёрскому составу присоединились Элизабет Дебики, Даниэль Брюль, Крис О’Дауд, Чжан Цзыи, Джон Ортис и Аксель Хенни.

### Съёмки
Съёмки фильма начались 10 июня 2016 года и завершились 23 сентября.

## Критика
В первые дни после премьеры фильм получил негативные отзывы кинокритиков. На сайте Rotten Tomatoes фильм имеет рейтинг 14 % на основе 14 рецензий со средним баллом 4,5 из 10. На сайте Metacritic фильм имеет оценку 36 из 100 на основе 5 рецензий критиков, что соответствует статусу «в целом неблагоприятные отзывы».